# Miguel Francisco

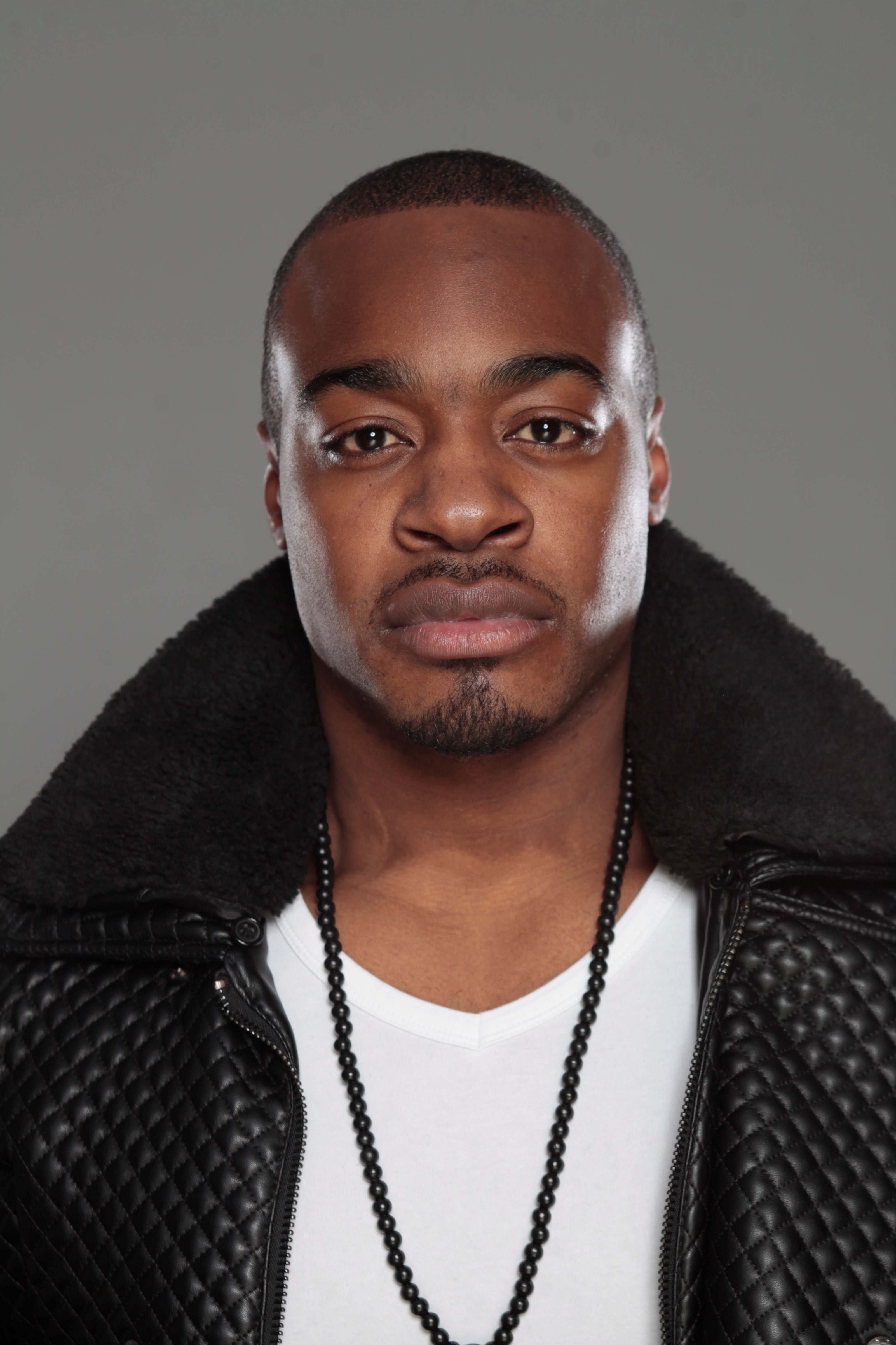
Miguel Francisco (2015)

Miguel Francisco (Miguel Francisco Bata) (* 8. April 1985 in Luanda, Angola) ist ein in Deutschland lebender angolanischer und deutscher Schauspieler und Musiker.

## Leben
Im Alter von 2 Jahren erkrankte Miguel Franciso an Poliomyelitis (Polio – Kinderlähmung). Betroffen ist davon sein linkes Bein, welches dadurch teilweise gelähmt ist. 1989 zog seine Familie nach Deutschland, zuerst nach Bonn und dann nach Berlin. Trotz seiner Behinderung zeigte sich sein sportliches Talent früh. Besonders in Akrobatik und Basketball konnte er sich trotz und mit seiner Behinderung frei entfalten. Dies führte dazu, dass er 2003 den 2. Platz im Nike Freestyle Contest erlangte und somit im Musikvideo von Kool Savas – „Die besten Tage sind gezählt feat. Lumidee“ seinen ersten Fernsehauftritt hatte.
Durch diesen Erfolg weiter inspiriert, kamen etliche Tanzmeisterschaften dazu wie unter anderem das Detlef „D“ Soost Dancebattle auf der YOU – Messe 2004, die er zusammen mit der damaligen Gruppe Jokers Connection gewann.
Auch musikalisch feierte Miguel Francisco Erfolge: Seine erste Single „Lean with it“ 2013 mit Rapper BL Diamond, erreichte Platz 8 in den MTV Video Charts. Kurz darauf folgte seine erste Solo Single „Incomplete“.

## Karriere
Miguel Francisco fing erst im Alter von 30 Jahren mit der Schauspielerei an, er war unter anderem in Clips des Browser Ballett zu sehen. Sein Kinodebüt feierte er in dem Film „Klassentreffen 1.0“ 2018 von und mit Til Schweiger. Größere Bekanntheit erlangte er durch die durchgehende Rolle des Tanzlehrers Anthony Pedro in der Serie „Even Closer Hautnah“ 2021, die für den Jupiter-Filmpreis nominiert wurde.

## Filmografie (Auswahl)
- 2018: Klassentreffen 1.0
- 2018: Head Full of Honey
- 2019: Bohemian Browser Ballett
- 2019: Edda Tudor
- 2021: Even Closer – Hautnah
- 2021: Ein nasser Hund
- 2021: Mutterschutz
- 2021:Goodnight Killer

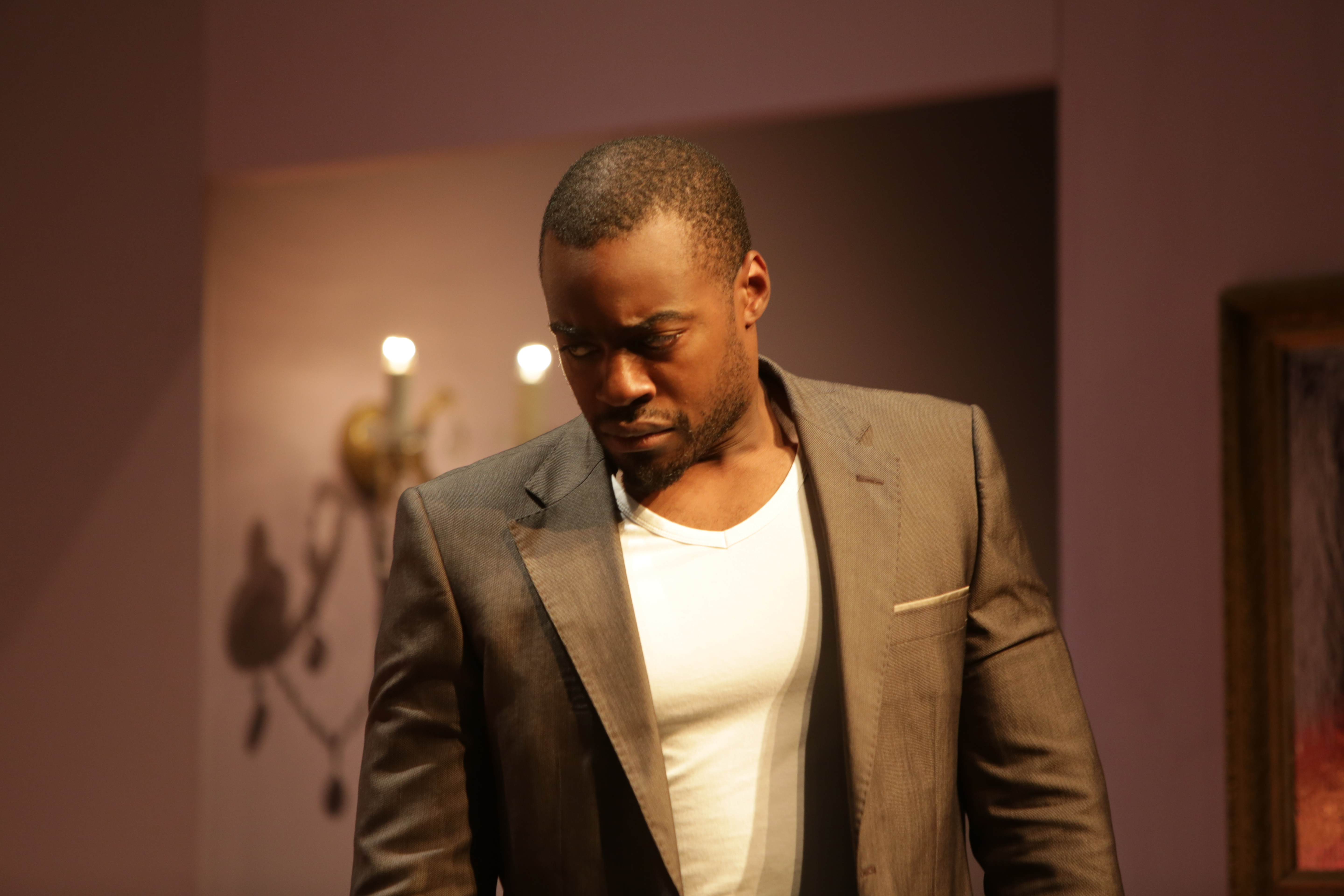
Theater – Der Damenclub von Marquis Crossing und sein erster Mordversuch 2015

- 2022: Tatort: Das Mädchen, das allein nach Haus’ geht (Fernsehreihe)
- 2022: The Book of Clarence
- 2022: Bloody Secrets
- 2022: Berlin Loop
- 2023: Mezzanine
- 2024: Tatort: Stille Nacht (Fernsehreihe)
- 2024: Blutspur Antwerpen
- 2025: Destined
- 2025: Skeleton Coast

## Diskografie
Singles:
- 2013: BL Diamond feat. Miguel Francisco – Lean with it
- 2015: Miguel Francisco – Incomplete
- 2016: Disco Dice – what a feeling
- 2016: Various Artists – Afrika Rise Athem[8]
- 2017: Disco Dice feat. Miguel Francisco – Black Magic Woman[9]
- 2019: Gestört aber geil – Party all the Time